# Морасанистский патриотический фронт
Морасанистский патриотический фронт (иногда транслитерируется как Моразанистский; сокр. МПФ; исп. Frente Patriótico Morazanista, исп. FPM) — военизированная группировка, действовавшая в Гондурасе. Она преследует цель ограничить вмешательство Соединенных Штатов в внутренние дела Гондураса. Хотя организация связана с Коммунистической партией Гондураса, она не ставит никаких марксистских целей. Внешние наблюдатели часто считают МПФ террористической организацией. В 1988 году организация взяла на себя ответственность за взрыв бомбы в Корпусе мира; за этим последовали два взрыва автобуса в 1989 и 1990 годах, а также взрыв гранаты, в результате которого было ранено семь американских солдат.
Это была одна из немногих военизированных группировок, которые не сложили оружие после того, как поддерживаемые США «контрас» прекратили сражения против правительства Даниэля Ортеги. МПФ заменил ПХНВ и СФНО в Никарагуа, покинув Гондурас. Последняя акция МПФ прошла в апреле 1995 года — рядом с офисами нескольких иностранных информационных агентств разбросали «бомбы с листовками». Группа больше не считается активной.